# Mûlapannâsa

Le Mûlapannâsa est un texte bouddhique faisant partie du recueil des moyens discours (Majjhima Nikaya).

## Contenu
Il est composé de 5 sections :

### 1 - Mulapariyâya vagga
1 - L'absence de principe premier : (Mulapariyaya)
2 - Les sept méthodes pour surmonter l'attachement : (Culasihanada)
3 - Héritiers de la doctrine : (Dhammadâyâda Sutta)
4 - L'affranchissement de la crainte et des peurs : (Bhaya-bherava)
5 - L'absence d'erreur : (Anangana Sutta)
6 - Les souhaits : (Akankheyya Sutta)
7 - La comparaison du vêtement : (Vatthupama)
8 - Surmonter l'attachement : (Salleka)
9 - Le discours de l'effacement : (Sammaditthi)
10 - Les bases de l'attention : (Sati patthana)

### 2 - Sîhanâda vagga
11 - Résumé du rugissement du lion : (Culasihanada)
12 - Le grand rugissement du lion : (Mahasihanada)
13 - Sur les inconvénients de la poursuite du plaisir des sens : (Mahadukkhakanda)
18 - La boule le miel : (Madhupindika)
19 - Le récit par le Bouddha de son parcours jusqu'à la libération : (Dvedhavitakka)
20 - La relaxation des pensées : (Vitakkasanthana)

### 3 - Opamma Vagga
21 - Le développement de la patience : (Kakacupama)
24 - Transmettez par relais le Chariots : (Ratha-vinita Sutra)

### 4 - Mahâyamaka vagga
36 - Récit du Bouddha relatant ses premières méditations : (Mahasaccaka)

### 5 - Cûlayamaka vagga
41 - Les religieux de Sala : (Saleyyaka)
44 - Ensemble de questions : (Culavedalla)